# Чепець з гречкою

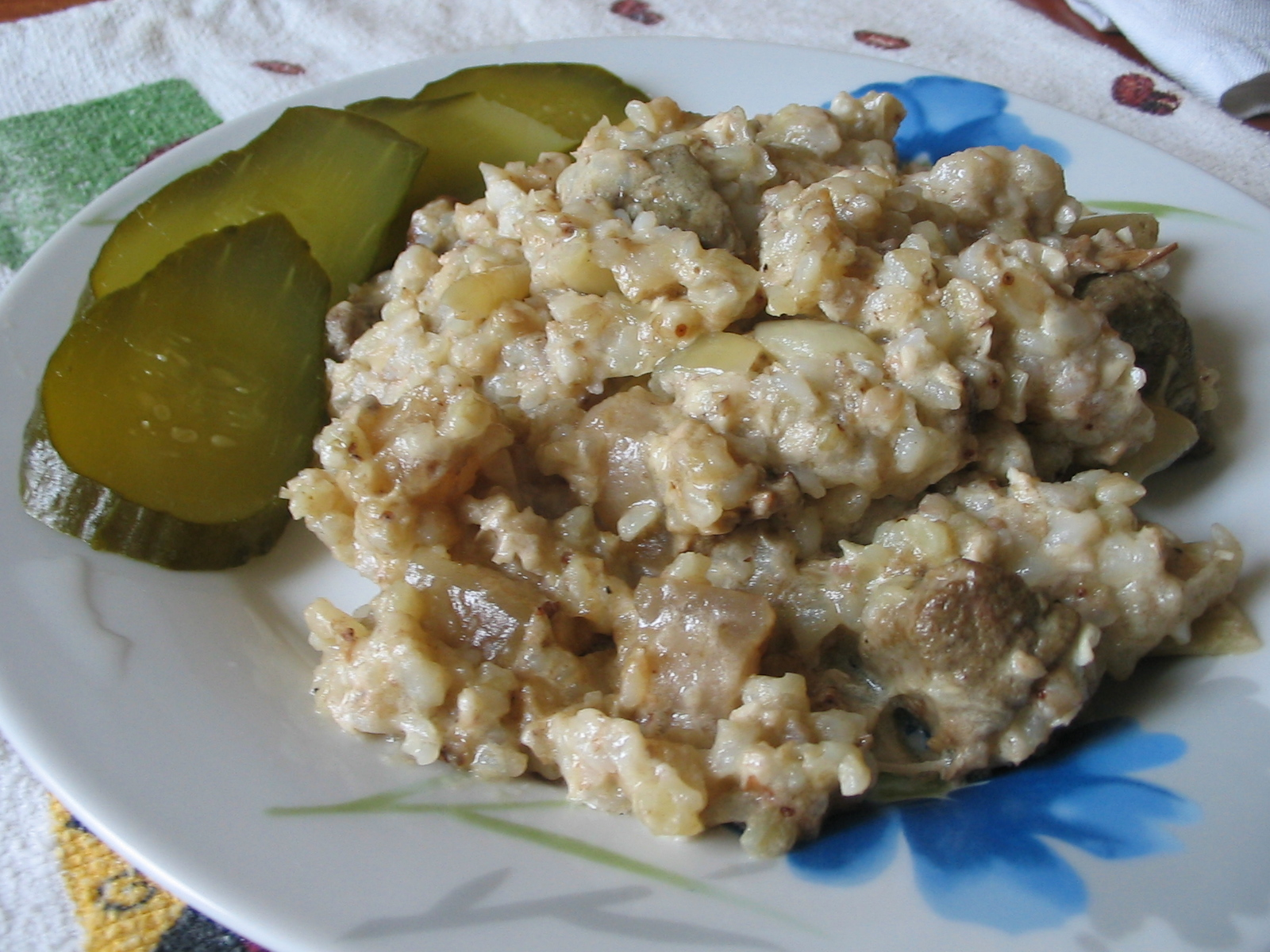
Гречка, запечена в сальнику

Чепець з гречаною кашею — українська народна страва.
На 300 г телячої печінки, 1 склянку гречаних круп, 100 мл сметани, 100 г смальцю, 1 цибулину, декілька сушених білих грибів, чорний перець, сіль.
Гречані крупи залити окропом, дати покипіти декілька хвилин, злити воду та залити знову окропом, варити до готовності.
У неї кладуть нарізану підсмажену цибулю на смальці, січену телячу печінку, крищені гриби, вливають сметану і все добре змішують, посоливши та поперчивши до смаку.
Сальник перед використанням потрібно вимочити та промити в гарячій воді.
Дно і стінки сотейника вистилають сальником, накладають підготовленої каші, зверху вкривають сальником і запікають у духовці протягом 40—55 хв.
Подаючи до столу, готовий сальник розрізують на куски, поливають жиром та кладуть до нього в тарілку порізаний скибочками солений огірок.